# LNB Pro B
Pro B – druga w hierarchii klasa męskich ligowych rozgrywek koszykarskich we Francji, będąca jednocześnie drugim szczeblem centralnym (II poziom ligowy). Zmagania w jej ramach toczą się cyklicznie (co sezon), systemem kołowym, od sezonu 1987/88 dodatkowo z fazą play-off na zakończenie każdego z sezonów i przeznaczone są dla francuskich drużyn klubowych. Jej triumfator uzyskuje awans do LNB Élite, zaś najsłabsze drużyny relegowane są do Nationale Masculine 1. Od sezonu 1987/88 jest ligą zawodową, zarządzaną przez Ligue Nationale de Basket (LNB), założona w Paryżu 27 czerwca 1987 jako Comité des clubs de haut niveau (CCHN), a od 24 listopada 1990 pod obecną nazwą.

## Wcześniejsze nazwy
- Honneur Ligue (1932–1949)
- Excellence Ligue (1950–1963)
- Nationale 2 (1964–1987)
- Nationale 1B (1987–1992)
- Nationale A2 (1992–1993)
- Pro B (od 1993)

## Mistrzowie

### 1932–1987
| Honneur (Honor) - 1932 Saint-Charles Alfortville - 1933 SS Nilvange - 1934 CS Plaisance - 1935 Métro - 1936 Racing Paryż - 1937 Championnet - 1938 AS Cherbourg - 1939–1946 nie rozgrywano z powodu II wojny światowej - 1947 Marseille - 1948 AS Roanne - 1949 Championnet |  | Excellence - 1950 ASC Est Paryż - 1951 Olympique Antibes - 1952 Olympique de Marseille - 1953 Métro - 1954 Racing Paryż - 1955 Étoile de Charleville-Mézières - 1957 Stade Auto Lyon - 1958 CO Billancourt - 1959 Alsace Bagnolet - 1960 Denain-Voltaire - 1961 Bordeaux - 1962 Moderne - 1963 Stade Français |  | Nationale 2 (National 2) - 1964 Denain-Voltaire - 1965 Caen - 1966 BC Montbrison - 1967 Tours - 1968 Olympique Antibes - 1969 Uniwersytet Paryski - 1970 Caen - 1971 Nantes - 1972 Vichy - 1973 Monako - 1974 Nice BC - 1975 Orthez - 1976 Valenciennes |  | - 1977 Racing Paris - 1978 Miluza - 1979 Stade Français - 1980 Challans - 1981 Chorale Roanne - 1982 Nice BC - 1983 Lyon - 1984 Saint-Etienne - 1985 Racing Paryż - 1986 Cholet - 1987 Gravelines |  |  |

### Od 1988
| Sezon   | Mistrz                                         | Awans                                          |
| ------- | ---------------------------------------------- | ---------------------------------------------- |
| 1987–88 | Montpellier PSC                                | Saint-Quentin BB, BCM Gravelines               |
| 1988–89 | Reims CB                                       | Chorale Roanne                                 |
| 1989–90 | SCM Le Mans                                    | JDA Dijon                                      |
| 1990–91 | Lyon                                           |                                                |
| 1991–92 | Levallois SC                                   | ESPE Châlons-en-Champagne                      |
| 1992–93 | ASA Sceaux                                     |                                                |
| 1993–94 | SLUC Nancy                                     | SIG Strasburg                                  |
| 1994–95 | Besançon BCD                                   | ALM Évreux                                     |
| 1995–96 | Toulouse Spacer’s                              | Élan Chalon                                    |
| 1996–97 | Maurienne Savoie                               | Tuluza Spacer's                                |
| 1997–98 | Levallois SC (2)                               |                                                |
| 1998–99 | SIG Strasburg                                  | ESPE Châlons-en-Champagne                      |
| 1999–00 | JL Bourg                                       | STB Le Havre                                   |
| 2000–01 | Limoges                                        | Hyères Toulon VB                               |
| 2001–02 | JA Vichy                                       | Chorale Roanne                                 |
| 2002–03 | Reims CB (2)                                   | Besançon BCD                                   |
| 2003–04 | Stade Clermontois Basket                       | ESPE Châlons-en-Champagne                      |
| 2004–05 | Étendard de Brest                              | SPO Rouen                                      |
| 2005–06 | Entente Orléanaise                             | Besançon BCD                                   |
| 2006–07 | JA Vichy (2)                                   |                                                |
| 2007–08 | Besançon BCD (2)                               | SPO Rouen                                      |
| 2008–09 | Poitiers                                       | Paryż-Levallois                                |
| 2009–10 | Élan Béarnais Pau-Lacq-Orthez                  | Limoges                                        |
| 2010–11 | Nanterre                                       | Dijon                                          |
| 2011–12 | Limoges                                        | Boulazac                                       |
| 2012–13 | Olympique Antibes                              | Élan Béarnais Pau-Orthez                       |
| 2013–14 | Boulogne-sur-Mer                               | JL Bourg, SPO Rouen, Champagne Châlons-Reims   |
| 2014–15 | Monako (2)                                     | Antibes Sharks                                 |
| 2015–16 | Hyères-Toulon                                  | ESSM Le Portel                                 |
| 2016–17 | JL Bourg                                       | Boulazac Dordogne                              |
| 2017–18 | ADA Blois                                      |                                                |
| 2018–19 | Roanne                                         | Orleans Loiret                                 |
| 2019–20 | Przerwano rozgrywki z powodu pandemii COVID-19 | Przerwano rozgrywki z powodu pandemii COVID-19 |
| 2020–21 | Fos                                            | Paryż                                          |
| 2021–22 | SLUC Nancy (2)                                 | ADA Blois                                      |